# گالاپاگوس ۱۶۸۰۹
سیارک ۱۶۸۰۹ (به انگلیسی: 16809 Galapagos، نامگذاری:1997US) شانزده هزار و هشتصد و نهمین سیارک کشف شده‌است که در ۲۱ اکتبر ۱۹۹۷ کشف شد.
قدر مطلق سیارک برابر ۱۴٫۴۰ است.